# نورث توبسالي بيتش (كارولاينا الشمالية)
نورث توبسالي بيتش (كارولاينا الشمالية) (بالإنجليزية: North Topsail Beach, North Carolina)‏ هي بلدة أمريكية تقع في الولايات المتحدة في مقاطعة أونسلو، كارولاينا الشمالية. يقدر عدد سكانها بـ 743 نسمة ومساحتها 27.4 كم2 ووترتفع عن سطح البحر 0 متر.

## التركيبة السكانية
حدّد مكتب تعداد الولايات المتحدة بيانات التركيبة السكانية لنورث توبسالي بيتش في تعداد الولايات المتحدة. في ما يلي، التركيبة السكانية حسب تعدادي 2000 و2010.

### تعداد عام 2000
بلغ عدد سكان نورث توبسالي بيتش 843 نسمة بحسب تعداد عام 2000، وبلغ عدد الأسر 451 أسرة وعدد العائلات 242 عائلة مقيمة في البلدة. في حين سجلت الكثافة السكانية 31.4 نسمة لكل كيلومتر مربع (81.3/ميل2). وبلغ عدد الوحدات السكنية 2,085 وحدة بمتوسط كثافة قدره 77.6 لكل كيلومتر مربع (201.0/ميل2).
وتوزع التركيب العرقي للبلدة بنسبة 92.17% من البيض و4.74% من الأمريكيين الأفارقة و0.47% من الأمريكيين الأصليين و0.83% من الأمريكيين ذوي الأصول الآسيوية و0.47% من الأعراق الأخرى و1.30% من عرقين مختلطين أو أكثر و0.83% من الهسبانيون أو اللاتينيون من أي عرق.
بلغ عدد الأسر 451 أسرة كانت نسبة 11.3% منها لديها أطفال تحت سن الثامنة عشر تعيش معهم، وبلغت نسبة الأزواج القاطنين مع بعضهم البعض 47.7% من أصل المجموع الكلي للأسر، ونسبة 4.2% من الأسر كان لديها معيلات من الإناث دون وجود شريك،  بينما كانت نسبة 1.8% من الأسر لديها معيلون من الذكور دون وجود شريكة وكانت نسبة 46.3% من غير العائلات. تألفت نسبة 37.9% من أصل جميع الأسر من عدة أفراد يعيشون في نفس المنزل ونسبة 9.3% كانت تتألف من شخص يعيش بمفرده يبلغ من العمر 65 عاماً أو أكثر. وبلغ متوسط حجم الأسرة المعيشية 1.87، أما متوسط حجم العائلات فبلغ 2.37.
بلغ العمر الوسطي للسكان 45.1 عاماً. وكانت نسبة 9.4% من القاطنين تحت سن الثامنة عشر، وكانت نسبة 9.7% بين الثامنة عشر والرابعة والعشرين عاماً، ونسبة 30.7% كانت واقعةً في الفئة العمرية ما بين الخامسة والعشرين والرابعة والأربعين عاماً، ونسبة 33.1% كانت ما بين الخامسة والأربعين والرابعة والستين، ونسبة 17.1% كانت ضمن فئة الخامسة والستين عاماً فما فوق. يوجد لكل 100 أنثى 109.2 ذكر، ويوجد لكل 100 أنثى في الثامنة عشر من عمرها فما فوق 114.0 ذكر.
بلغ متوسط دخل الأسرة في البلدة 45,982 دولارًا، أما متوسط دخل العائلة فبلغ 53,125 دولارًا. وكان متوسط دخل الذكور 36,522 دولارًا مقابل 30,000 دولارًا للإناث. وسجل دخل الفرد الخاص بالبلدة 33,972 دولارًا. وكانت نسبة 5.5% من العائلات ونسبة 8.6% من السكان تحت خط الفقر، وكان من هؤلاء نسبة 26% تحت سن الثامنة عشر ونسبة 4.4% في الخامسة والستين من العمر وما فوق.

### تعداد عام 2010
بلغ عدد سكان نورث توبسالي بيتش 743 نسمة بحسب تعداد عام 2010، وبلغ عدد الأسر 400 أسرة وعدد العائلات 211 عائلة مقيمة في البلدة. في حين سجلت الكثافة السكانية 27.7 نسمة لكل كيلومتر مربع (71.7/ميل2). وبلغ عدد الوحدات السكنية 2,547 وحدة بمتوسط كثافة قدره 94.8 لكل كيلومتر مربع (245.5/ميل2).
وتوزع التركيب العرقي للبلدة بنسبة 94.35% من البيض و1.75% من الأمريكيين الأفارقة و0.54% من الأمريكيين الأصليين و1.35% من الأمريكيين ذوي الأصول الآسيوية و0.40% من سكان جزر المحيط الهادئ و1.08% من الأعراق الأخرى و0.54% من عرقين مختلطين أو أكثر و3.23% من الهسبانيون أو اللاتينيون من أي عرق.
بلغ عدد الأسر 400 أسرة كانت نسبة 11% منها لديها أطفال تحت سن الثامنة عشر تعيش معهم، وبلغت نسبة الأزواج القاطنين مع بعضهم البعض 47% من أصل المجموع الكلي للأسر، ونسبة 3% من الأسر كان لديها معيلات من الإناث دون وجود شريك،  بينما كانت نسبة 2.8% من الأسر لديها معيلون من الذكور دون وجود شريكة وكانت نسبة 47.2% من غير العائلات. تألفت نسبة 38% من أصل جميع الأسر من عدة أفراد يعيشون في نفس المنزل ونسبة 9.8% كانت تتألف من شخص يعيش بمفرده يبلغ من العمر 65 عاماً أو أكثر. وبلغ متوسط حجم الأسرة المعيشية 1.86، أما متوسط حجم العائلات فبلغ 2.38.
بلغ العمر الوسطي للسكان 43.5 عاماً. وكانت نسبة 8.3% من القاطنين تحت سن الثامنة عشر، وكانت نسبة 18% بين الثامنة عشر والرابعة والعشرين عاماً، ونسبة 25.7% كانت واقعةً في الفئة العمرية ما بين الخامسة والعشرين والرابعة والأربعين عاماً، ونسبة 31% كانت ما بين الخامسة والأربعين والرابعة والستين، ونسبة 17% كانت ضمن فئة الخامسة والستين عاماً فما فوق. وتوزع التركيب الجنسي للسكان بنسبة 55.6% ذكور و44.4% إناث.